# Augustine Colin Macdonald
Augustine Colin Macdonald, né le 30 juin 1837 à Panmure Island et mort le 16 juillet 1919, est un homme politique canadien, lieutenant-gouverneur de la province de l'Île-du-Prince-Édouard de 1915 et 1919.

## Biographie
Augustine Colin Macdonald naît le 30 juin 1837 à Panmure Island sur l'Île-du-Prince-Édouard.
Son frère, Andrew Archibald, est également lieutenant-gouverneur de la province et un autre de ses frères, Archibald, est député provincial de la circonscription 5e Kings.